# Endstation 13 Sahara
Endstation 13 Sahara ist ein deutsch-britischer Abenteuerfilm aus dem Jahre 1962 mit Carroll Baker und Peter van Eyck in den Hauptrollen.

## Handlung
In einem kleinen Ort am Rande der Sahara wird der Deutsche Martin abgeholt, um von dort zu einer kleinen Pump-Station in der Wüste gebracht zu werden, wo er für einen US-amerikanischen Öl-Konzern arbeiten soll. Der Laster befördert zugleich den Sarg, mit dem Martins Vorgänger, der offensichtlich bei Ölbohrarbeiten ums Leben gekommen ist, abtransportiert werden soll. Martin hat sich ebenso für fünf Jahre verpflichtet wie die anderen vier Männer der abgelegenen Bohranlage. Geleitet wird das Unternehmen von dem autoritären wie entschlossenen Kramer, einem führungswilligen, desillusionierten Amerikaner mit deutschen Wurzeln. Der disziplinierte und eher wortkarge Martin gerät bald mit ihm aneinander. Die anderen Männer sind sehr unterschiedlich: da ist der lärmende, gern auch obszöne Sprüche klopfende Fletcher, ein Schotte, und das absolute Gegenteil von ihm, der englische Ex-Major Macey, ein bisschen zugeknöpft und verklemmt und ziemlich hochnäsig. Der grobschlächtige Spanier Santos wiederum kümmert sich nur um seine Arbeit, er hält nicht viel von Unterhaltung.
Diese Arbeit erweist sich als sehr eintönig, die Hitze, der Staub und die Langeweile macht den harten Kerls hier am Ende der Welt zu schaffen. Zwar stehen ihnen ein paar einheimische Arbeitskräfte als Dienstboten zur Verfügung, aber darüber hinaus bietet das Lagerleben keinen Komfort oder Abwechslung, wenn man mal von den allabendlichen Pokerspielen, zu denen Kramer die Männer gegen ihren Willen nötigt, absieht. Einzig ein paar Prostituierte kommen in größeren Abständen zu Besuch. Dann aber kreuzt eines Tages in einem Straßenkreuzer Catherine auf, der Inbegriff aller Weiblichkeit: eine blonde Versuchung, wie sie im Buche steht. Catherine sitzt an der Seite ihres Ex-Mannes Jimmy in einem von ihm in selbstmörderischer Absicht gesteuerten Cadillac-Cabriolet, mit dem er durch das Camp brettert, ehe er das Auto gegen eine Mauer krachen lässt. Während der durchgedrehte Fahrer schwer verletzt aus dem Wagen gezogen wird, hat die Femme fatale keinen einzigen Kratzer abbekommen. Von Anbeginn verströmt Catherine ihren Sexappeal in jede Himmelsrichtung und macht allmählich auch die beherrschtesten Männer wuschig. Bei derart hochkochenden Hormonen und Testosteron in brütender Hitze kommt es eines Tages zwangsläufig zur Katastrophe.

## Produktionsnotizen
Endstation 13 Sahara entstand zwischen dem 17. Mai und dem 18. Juli 1962 in der Sahara nahe Tripolis in Libyen (Außenaufnahmen). Die Studioszenen wurden in den Shepperton Studios bei London gedreht. Der Film lief am 11. Januar 1963 in mehreren deutschen Kinos an.
Bei diesem Film handelt es sich um einen der beiden Versuche Artur Brauners, 1962 eine kontinuierliche, deutsch-britische Filmkooperation auf die Beine zu stellen. Zuvor hatte er im selben Jahr Ein Toter sucht seinen Mörder drehen lassen, gleichfalls mit Peter van Eyck in einer Hauptrolle. Nach Endstation 13 Sahara beendete Brauner dieses Unterfangen wieder.
Ron Grainer dirigierte seine eigene Komposition. Jack Stephens zeichnete für die Bauentwürfe verantwortlich.
Der Film, ein Remake des 1938 entstandenen französischen Films “S.O.S. Sahara”, erinnert in seiner Eingangssequenz stark an Henri-Georges Clouzots Klassiker Lohn der Angst.

## Kritiken
„Das Thema ist im Grunde banal: fünf Männer auf verlassener Ölstation in der Wüste werden von einer plötzlich auftauchenden Luxusblondine mit Sex verrückt gemacht. Dies Handlungs-Stenogramm unterschlägt allerdings das Wesentliche: die Trostlosigkeit der sengenden Einöde und das Gegeneinander der Charaktere machen den Gehalt des deutsch-englischen Films aus. Wie ein Neuling der kleinen Crew sich eiskalt mit dem arroganten Boß auf eine Kraftprobe einläßt, wie ein makabres Briefgeschäft abgeschlossen wird; das sitzt psychologisch und macht die Atmosphäre dicht. Erst als die Frau Begehren entfacht, wird die Handlung ‚gewöhnlich‘. Zu loben die Paßform der handfesten Dialoge, die Fotografie und die Darsteller, allen voran Ian Bannen, dann Denholm Elliott, Biff McGuire, Hansjörg Felmy, Peter van Eyck, Mario Adorf. Die lockende Verderbtheit: Carroll Baker.“

In Filme 1962/64 ist folgendes zu lesen: „Im Stil realistisch hart, in der Handlung unglaubwürdig und ethisch standpunktlos.“
Im Lexikon des Internationalen Films heißt es: „Nicht ohne Geschick lenken die realistischen Stilmittel der Regie von den Unglaubwürdigkeiten des Wüstenabenteuers ab.“

„Bei allem Respekt gegenüber dem allzu sichtbaren Charme von Carroll Baker als vergängliche Verführerin, die eine kleine Ölbohr-Außenstation ruiniert, ‚Station Six—Sahara‘ wäre ohne sie besser dran. (…) Tatsächlich gibt es in der ersten halben Stunde oder so ganz real Chancen für dieses britische Melodram als eine zynische, ätzende Nahaufnahme von Wüstenlangeweile und entfesselte, unbedeutende Reibereien. (…) Mit dem Auftauchen von Miss Baker in einem willkürlichen Autounfall beginnen die Jungs ihr augenblicklich hinterherzulaufen. (…) Was als mörderische Ironie begann  wird zur dampfenden Farce, wie sie kaum bedeutungsloser sein könnte. Die schnurrende Miss Baker scheint sich perfekt im Niemandsland daheim zu fühlen aber ihr gelingt es außerdem, den ganzen Film zu verführen.“